# Вестпорт (Њујорк)
Вестпорт (енгл. Westport) насељено је место без административног статуса у америчкој савезној држави Њујорк.

## Демографија
По попису из 2010. године број становника је 518.
| Група             | 2000.    | 2010.       |
| Белци             | 0 (0,0%) | 480 (92,7%) |
| Афроамериканци    | 0 (0,0%) | 3 (0,6%)    |
| Азијати           | 0 (0,0%) | 5 (1,0%)    |
| Хиспаноамериканци | 0 (0,0%) | 20 (3,9%)   |
| Укупно            | 0        | 518         |